# 超音波探傷試験

超音波探傷試験の垂直探傷法で表示される探傷図形の例。
Epは試材の厚さで画面の横軸の左側を基点として走査する。1個の探触子で送信･受信兼用の場合には、発信器のパルスが直接入る為、左側の内部欠陥が無い場合には、探傷面に送信パルスの波形と底面から反射した反射エコーの波形が現れ、その波形の頂点の間が試材の厚さになる。
右側の探傷面からDの距離に内部欠陥がある場合には、送信パルスからDの距離に欠陥の反射エコーの波形が現れる。

超音波探傷試験（ちょうおんぱたんしょうしけん）とは、非破壊検査の一種で英語でUT（英語: Ultrasonic Testing,Ultrasonic Inspection）と言い、超音波探傷器より高電圧の電気パルスを超音波探触子の振動子に送信させ、超音波のパルス信号として、機械的な振動を金属材料の表面や内部に伝播させることにより、音響的に不連続な部分からの反射信号や反射強度、伝播時間により、材料内部のきずや長さ、形状を非破壊評価し、その良否判定を検査規格などにより良否判定する技術である。超音波探傷検査（ちょうおんぱたんしょうけんさ）ともいう。

## 検査法
探傷に使用する超音波の周波数は、0.1MHz〜25MHzの範囲であり、その範囲の内の1〜5MHzの周波数が、最もよく使用される。
超音波探傷試験には、3つの方法がある。
パルス反射法
超音波のパルスを探触子から発信し、その一部が内部の欠陥に反射してエコーとなり、探触子で受信され画面に表示されることにより、欠陥の存在位置及び大きさの程度を知る方法、超音波探傷試験の中では主流として使用されている。
透過法
材料の片面に置いた送信探触子を、他面に置いた受信探触子により受信する方法で、材料内部の欠陥により透過する超音波の強さが変わることにより、欠陥の存在を知ることができる。
共振法
材料の片面に置いた探触子に可変周波数発信機を接続して超音波の波長を連続的に変えて発信し、反射波と送信波とを干渉させ、半波長の整数倍の長さが材料の板厚に等しくなると、板厚の方向に定常波が発生し材料が共振して欠陥と板厚を知る方法である。
またパルス反射法には波のモード（種類）により以下の手法が代表的である。
垂直探傷法
探触子から超音波（縦波）を垂直に伝播させ、その一部が内部の欠陥に反射して探触子に戻り欠陥を検知する、欠陥個所に当たらなかった超音波は材料の底面で反射して戻って底面エコーとして現れる。
斜角探傷法
超音波（横波）を斜めに伝播させ材料内部で反射を繰り返させ、探触子から離れた場所にある欠陥を検知する、この場合底面エコーは現れない。
表面波探傷法
超音波（表面波）を表面に沿って伝播させる。
板波探傷法
超音波（板波）を板に沿って伝播させる。